# TOCFL
La Prueba de Competencia en Chino-Mandarín (TOCFL) (chino: 華語文能力測驗; pinyin: Huáyǔwén Nénglì Cèyàn) es el examen de chino mandarín de Taiwán. Es administrado por el Comité Nacional de la Prueba de Competencia-Huayu (SC-TOP) (chino: 國家華語測驗推動工作委員會; pinyin: Guójiā Huáyǔ Huáyǔ Cèyàn Tuīdòng Gōngzuòwěiyuánhuì). El comité está bajo la dirección del Ministerio de Educación de la República de China. El examen se conocía anteriormente como el TOP o Test Of Proficiency-Huayu.
Para los niños de 7 a 12 años existe una prueba específica de edad llamada "Children's Chinese Competency Certification" (CCCC).
La prueba no puede realizarse en la China continental, Hong Kong o Macao. En estas tres áreas, solo se puede realizar el examen HSK. Por otro lado, el HSK no está disponible en Taiwán, Kinmen ni en ninguno de los territorios controlados por la República de China.

## Introducción
El Comité Nacional de la Prueba de Competencia-Huayu (SC-TOP) fue establecido en noviembre de 2005 bajo la dirección del Ministerio de Educación de la República de China. Originalmente era denominado el Centro de Pruebas del Idioma Chino y fue rebautizado en enero de 2007. El Comité tiene como objetivo desarrollar y promover un sistema efectivo de evaluación del idioma chino, principalmente la Prueba de Chino como Lengua Extranjera (Test of Chinese as a Foreign Language, TOCFL), para que los estudiantes de chino de todo el mundo evalúen su competencia en este idioma.
El SC-TOP tiene las siguientes misiones principales:
- Diseñar y planificar los contenidos de las pruebas de TOCFL y CCCC
- Realizar modelos de preguntas para los exámenes TOCFL y CCCC
- Desarrollar sistemas computarizados de pruebas de competencia en chino
- Promover las pruebas de competencia en chino de Taiwán para los hablantes no nativos de chino.
- Aumentar el intercambio entre las organizaciones que realizan pruebas de competencia en chino en todo el mundo.

## TOCFL
La Prueba de Competencia en Chino-Mandarín (TOCFL) es una prueba estandarizada de competencia lingüística desarrollada para hablantes no nativos de chino. Es el resultado de un proyecto conjunto del Mandarin Training Center, el Graduate Institute of Teaching Chinese as a Second Language y el Psychological Testing Center de la National Taiwan Normal University. El proyecto de investigación se inició en agosto de 2001 y las pruebas comenzaron a realizarse en 2003. Hasta ahora, se han realizado pruebas en más de 60 países. En 2013 se creó una nueva versión del TOCFL.
La nueva versión de la TOCFL tiene cuatro bandas de competencia: Principiante, Banda A, Banda B y Banda C. Cada una de las bandas tiene dos niveles. Por lo tanto, hay un total de ocho niveles: Principiantes 1 y 2, seguidos de los niveles 1 a 6. Los ítems de la prueba de cada nivel son 50 ítems de opción múltiple, que deben ser contestados en 60 minutos. Los candidatos pueden elegir los niveles de examen que mejor se adapten a sus necesidades en función de sus conocimientos de la lengua china y de sus antecedentes de aprendizaje. La versión anterior (hasta 2013) tenía solo cinco niveles.

## Propósito y uso
Los candidatos al TOCFL que alcancen los requisitos de nivel recibirán un certificado. El certificado puede servir como credencial de competencia en chino para:
- Solicitar la Beca Taiwán (Taiwan Scholarship)
- Solicitar el ingreso a programas académicos de colegios o universidades en Taiwán.
- Acreditar el nivel de chino en el Comité de Entrada a la Universidad para Estudiantes Chinos en el Extranjero.
- Acreditar la competencia en idioma chino requerida en el mundo laboral.

En la actualidad, muchos de los programas de grado y postgrado de Taiwán adoptan el certificado de TOCFL como requisito de admisión o como evaluación de la competencia china del solicitante. Además, muchas multinacionales en Taiwán, como LG, adoptan el TOCFL como referencia para sus programas de envío de empleados. Varias compañías extranjeras también toman como referencia los certificados TOCFL de los candidatos cuando contratan a sus empleados.

## Candidatos al TOCFL
El TOCFL es un examen de competencia en idioma extranjero para hablantes no nativos de chino mandarín. Aquellos que deseen conocer su nivel de dominio del idioma chino, y aquellos que deseen estudiar, trabajar o hacer negocios en países o entornos de habla china pueden ser candidatos a inscribirse para el examen. La siguiente tabla muestra las horas de aprendizaje sugeridas para el chino mandarín y el vocabulario base sugerido para cada nivel de examen.
| Banda | Nivel | Horas de estudio sugerido | Número de palabras |
| ----- | ----- | ------------------------- | ------------------ |
| A     | 1     | 120-240 horas             | 502                |
| A     | 2     | 240-360 horas             | 999                |
| B     | 3     | 360-480 horas             | 2482               |
| B     | 4     | 480-960 horas             | 4960               |
| C     | 5     | 960-1920 horas            | 7945               |
| C     | 6     | Más de 1920 horas         | 7945               |

Nota:
1. El número sugerido de horas de estudio de chino mandarín requerido por los candidatos en el extranjero puede tener que ser duplicado. Por ejemplo, la tabla indica que los candidatos al nivel 2 que toman cursos de chino mandarín en un país de habla china necesitan haber completado entre 240 y 360 horas de curso. Las personas que toman cursos en países donde se hablan otros idiomas generalmente requieren de 480 a 720 horas.
2. La lista de vocabulario sugerida para cada nivel se puede encontrar en Internet en el sitio oficial Archivado el 3 de octubre de 2018 en Wayback Machine..

## Comparación con el HSK
Es difícil comparar directamente el Hanyu Shuiping Kaoshi con el TOCFL.
A diferencia del TOCFL, el HSK solo dispone de seis niveles. Tanto los seis niveles de HSK como los seis niveles del TOCFL de las bandas A, B y C afirman que estos niveles son equivalentes a los seis niveles del Marco Común Europeo de Referencia para las lenguas (MCER). Sin embargo, para cada prueba, el número de palabras o caracteres requeridos difiere, y el TOCFL generalmente requiere más vocabulario en cada nivel. Además, las asociaciones alemana y francesa de profesores de chino sostienen que el nivel 6 del HSK es equivalente al nivel B2 o C1 del MCER (aproximadamente el nivel 4 o 5 del TOCFL).
| Supuesto equivalente al MCER | Nivel (HSK) | Nivel (TOCFL)  | Vocabulario requerido (HSK) | Vocabulario requerido (TOCFL) | Caracteres requeridos (HSK, simplificados) | Caracteres requeridos (TOCFL, tradicionales) |
| ---------------------------- | ----------- | -------------- | --------------------------- | ----------------------------- | ------------------------------------------ | -------------------------------------------- |
| /                            | /           | Principiante 1 | /                           | 146                           | /                                          | 167                                          |
| /                            | /           | Principiante 2 | /                           | 322                           | /                                          | 326                                          |
| A1                           | Nivel 1     | Nivel 1        | 150                         | 502                           | 174                                        | 488                                          |
| A2                           | Nivel 2     | Nivel 2        | 300                         | 999                           | 347                                        | 786                                          |
| B1                           | Nivel 3     | Nivel 3        | 600                         | 2482                          | 617                                        | 1304                                         |
| B2                           | Nivel 4     | Nivel 4        | 1200                        | 4960                          | 1064                                       | 1937                                         |
| C1                           | Nivel 5     | Nivel 5        | 2500                        | 7945                          | 1685                                       | 2555                                         |
| C2                           | Nivel 6     | Nivel 6        | 5000                        | 7945                          | 2663                                       | 2555                                         |

## Formato de la prueba
El TOCFL evalúa cuatro habilidades lingüísticas: comprensión oral, comprensión escrita, expresión oral y expresión escrita. 
TOCFL: comprensión oral
La Banda A del TOCFL en comprensión oral tiene cuatro secciones: descripción de la imagen, diálogo en una sola ronda (preguntas con opciones de imagen), diálogo en varias rondas (preguntas con opciones de imagen) y diálogo (preguntas con opciones de texto). Hay 50 preguntas de opción múltiple en total. La prueba completa dura aproximadamente 60 minutos.
Cada una de las bandas B y C del TOCFL en compresión oral tiene dos secciones: diálogo y monólogo. Hay 50 cuestiones de elección múltiple con opciones de texto. La prueba entera toma aproximadamente 60 minutos.
TOCFL: comprensión escrita
La Banda A del TOCFL en comprensión escrita tiene cinco secciones: comprensión de frases, descripción de imágenes, rellenar huecos, terminar párrafos y comprensión lectora. Hay 45 preguntas de opción múltiple y 5 preguntas de emparejamiento. La prueba completa dura 60 minutos.
Cada una de las bandas B y C del TOCFL en comprensión escrita tiene dos secciones: rellenar huecos y comprensión lectora. Cada prueba consta de 50 preguntas de opción múltiple y dura 60 minutos.
TOCFL: expresión oral
El examen oral del TOCFL adopta un enfoque holístico de puntuación, teniendo en cuenta el contenido, la fluidez y las habilidades lingüísticas del candidato. Los resultados se presentan en forma de calificaciones en una escala. El objetivo es principalmente evaluar la competencia de los candidatos a la hora de realizar eficazmente tareas de comunicación verbal en diferentes contextos lingüísticos.
TOCFL: expresión escrita
El examen de escritura del TOCFL es una evaluación de la capacidad del candidato para usar materiales escritos y transmitir información de manera efectiva en contextos particulares. El sistema de calificación basado en el nivel se basa en la idoneidad y sustancia de las respuestas de la persona que realiza el examen al contexto de la tarea, la estructura y la integridad de la composición, la sintaxis correcta y el uso de una amplia gama de vocabulario apropiado.

## Prueba en el extranjero
Además de estar disponible en Taiwán (República de China), el SC-TOP ha estado proporcionando servicios de pruebas en el extranjero desde 2006. Sin embargo, en comparación con el examen HSK, el número de lugares de prueba es algo limitado. Según la página web oficial del SC-TOP, la prueba se puede realizar en los siguientes 21 países:
- Asia-Pacífico: Australia, India, Indonesia, Japón, República de Corea, Malasia, Tailandia y Vietnam
- América Central y América del Sur: Nicaragua y Paraguay
- Europa: Austria, Bélgica, España, Francia, Alemania, Gran Bretaña, Polonia, Rusia, Suecia y Suiza
- América del Norte: Canadá y Estados Unidos

De estos estados, dos reconocen a la República de China como el único gobierno legítimo de China: Nicaragua y Paraguay.